# Жилок сир Ормез
Жилок сир Ормез (фр. Gilhoc-sur-Ormèze) насеље је и општина у источној Француској у региону Рона-Алпи, у департману Ардеш која припада префектури Турнон сир Рон.
По подацима из 2011. године у општини је живело 438 становника, а густина насељености је износила 21,12 становника/km². Општина се простире на површини од 20,74 km². Налази се на средњој надморској висини од 500 метара (максималној 846 m, а минималној 411 m).

## Демографија
| 1962. | 1968. | 1975. | 1982. | 1990. | 1999. | 2011. |
| ----- | ----- | ----- | ----- | ----- | ----- | ----- |
| 535   | 604   | 507   | 509   | 433   | 387   | 438   |

График промене броја становника у току последњих година